# 38 Aurigae
38 Aurigae, som är stjärnans Flamsteed-beteckning, är en ensam stjärna i den mellersta delen av stjärnbilden Kusken. Den har en skenbar magnitud på ca 6,08 och är mycket svagt synlig för blotta ögat där ljusföroreningar ej förekommer. Baserat på parallaxmätning inom Hipparcosuppdraget på ca 13,8 mas, beräknas den befinna sig på ett avstånd på ca 236 ljusår (ca 72 parsek) från solen. Den rör sig bort från solen med en heliocentrisk radialhastighet på ca 34 km/s. Stjärnan har en relativt snabb egenrörelse och förflyttar sig över himlavalvet med en hastighet av 0,181 bågsekunder per år. Den ingår sannolikt i Herkulesströmmen.

## Egenskaper
38 Aurigae är en orange till gul jättestjärna av spektralklass K0 III och ingår i gruppen av röda jättar, vilket anger att den befinner sig på den horisontella jättegrenen och genererar energi genom termonukleär fusion av helium i dess kärna. Den har en massa som är ca 1,6 solmassor, en radie som är ca 7 solradier och utsänder ca 18 gånger mera energi än solen från dess fotosfär vid en effektiv temperatur på ca 4 800 K.
38 Aurigae har en svag följeslagare med gemensam egenrörelse med en vinkelseparation av 152 bågsekunder, vilket motsvarar en projicerad separation av 12,160 AE. Denna är en röd dvärgstjärna av spektralklass M5.3.